# Kota Kinabalu
Kota Kinabalu (az országban gyakran csak KK-ként rövidítve, korábban Jesselton) város Malajziában, Borneó szigetén, Sabah állam fővárosa.
Ipari és kereskedelmi központ. Főbb iparágak: élelmiszeripar, faipar, kőolajipar.
A város az ide 50 km-re levő Kinabalu nevű hegyről kapta a nevét - mely az ország legmagasabb pontja. A Kota jelentése: város. A II. világháborúban a japánoktól súlyos bombázásokat szenvedett és nagy része elpusztult, majd újjáépítették.

## Látnivalók
- A város mecsetei, főleg a Masjid (maszdzsid) Bandaraya és a Masjid Negeri Sabah
- A kínai pagoda: Che Sui Khor
- Sabah Múzeum
- Kota Kinabalu Wetland Centre (mangrove-erdő)
- A város környékén a Tunku Abdul Rahman Nemzeti Park (szigetvilág) és a Kinabalu Nemzeti Park

## Galéria

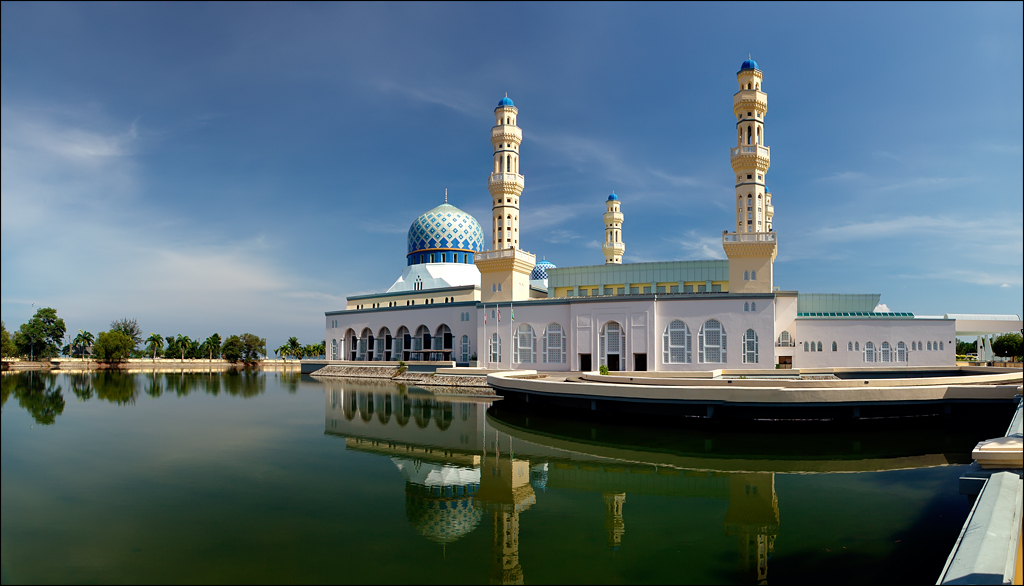
Bandaraya-mecset
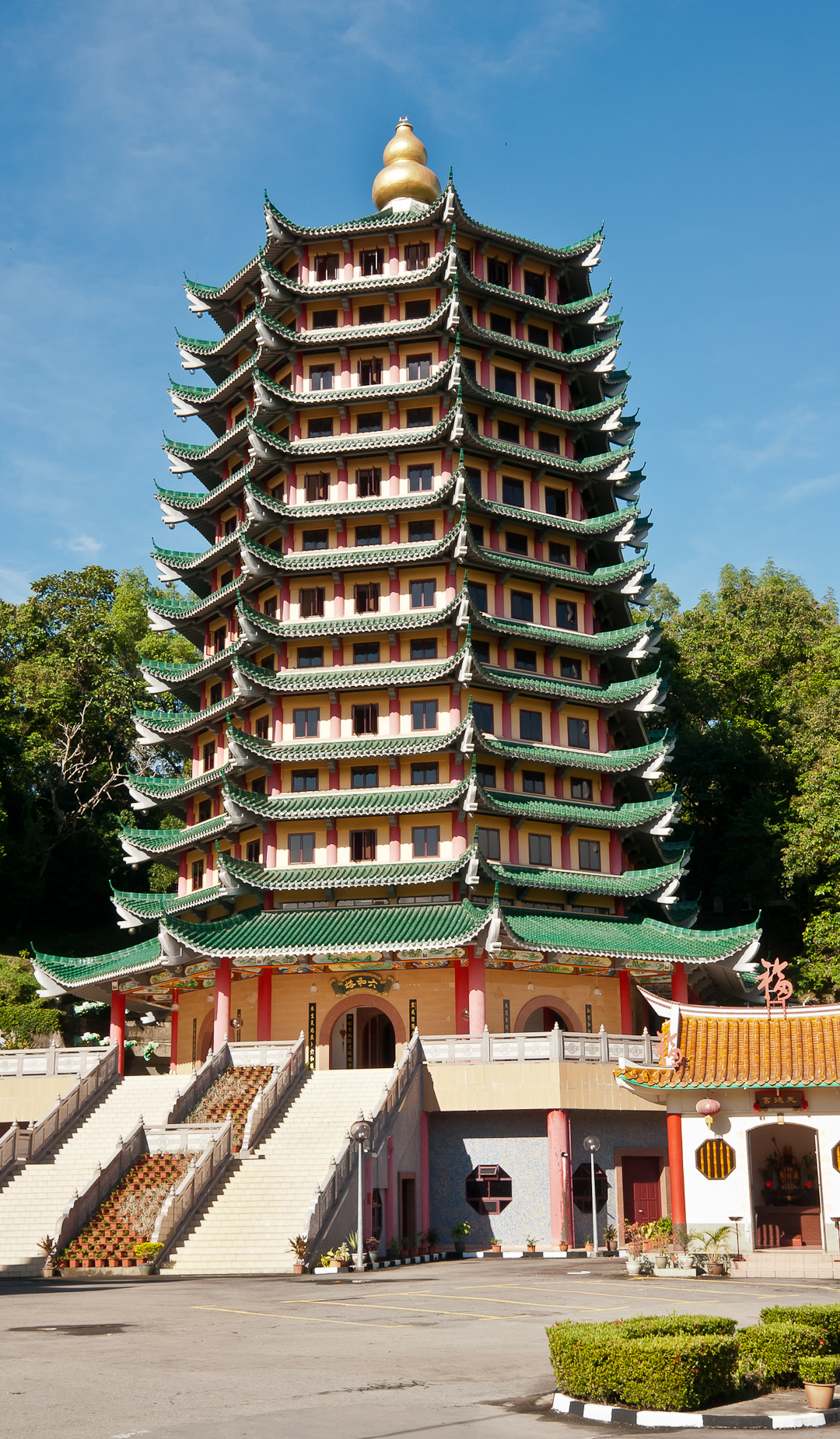
Che Sui Khor templom
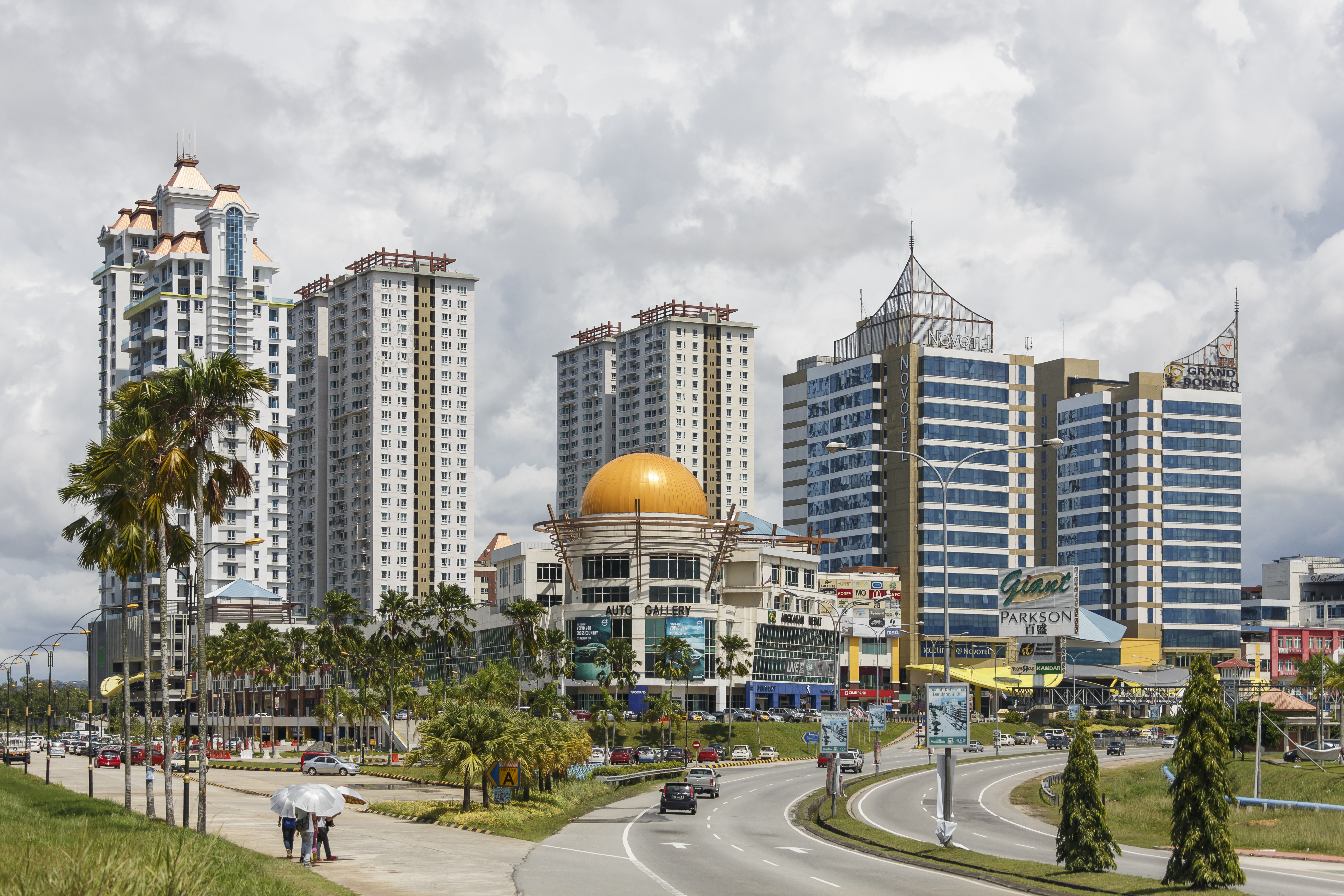
1 Borneo bevásárlóközpont

## Fordítás
- Ez a szócikk részben vagy egészben  a   Kota Kinabalu című angol Wikipédia-szócikk fordításán alapul.  Az eredeti cikk szerkesztőit annak laptörténete sorolja fel. Ez a jelzés csupán a megfogalmazás eredetét és a szerzői jogokat jelzi, nem szolgál a cikkben szereplő információk forrásmegjelöléseként.